# Globalna Północ i Globalne Południe

Umowny podział na Globalną Północ (zaznaczone na niebiesko) i Globalne Południe (zaznaczone na czerwono)

Globalna Północ i Globalne Południe – określenie używane do opisywania globalnych zjawisk i procesów, grupujące kraje na świecie w dwa regiony różniące się m.in. poziomem zamożności i rozwoju gospodarczego oraz przywilejami oraz siłą na arenie międzynarodowej. Często stosowane do zobrazowania współczesnych nierówności w wymiarze globalnym jako bardziej neutralne zamienniki do określeń Trzeci Świat i kraje rozwijające się.

## Opis
Państwa, które są postrzegane jako część Globalnej Północy, znajdują się na wyższych pozycjach w rankingach rozwoju społecznego (np. wskaźnik rozwoju społecznego) i dysponują dobrze rozwiniętą infrastrukturą, a także zaawansowanymi technologiami. Osiągnęły to często kosztem Globalnego Południa, np. eksploatując zasoby naturalne lub korzystając z nisko opłacanej pracy ludzi z Globalnego Południa. Większość z tych krajów, choć nie wszystkie, to kraje o niższym wskaźniku PKB i często marginalizowane politycznie lub kulturowo, podczas gdy po drugiej stronie znajdują się kraje Globalnej Północy (często utożsamiane z krajami rozwiniętymi). Znaczna część krajów Globalnego Południa była w przeszłości koloniami krajów Północy.
Geneza tego podziału jest przypisywana wzrostowi europejskiej hegemonii we wczesnej epoce nowożytnej. Szybki postęp technologiczny w Europie Zachodniej podczas rewolucji przemysłowej wraz z kolonizacją stworzył coraz większą przepaść między gospodarkami i siłą tych północno-zachodnich krajów a resztą świata. Z kolei Walter D. Mignolo zwraca uwagę na zmianę jaka zaszła w postrzeganiu świata po II wojnie światowej: „Do 1945 r. świat był podzielony na półkulę zachodnią i wschodnią w oparciu o kryteria cywilizacyjne (orientalizm i misje cywilizacyjne prowadzone przez brytyjski i francuski imperializm). Następnie, począwszy od 1945 r., świat został podzielony na półkulę północną i południową w oparciu o kryteria ekonomiczne (rozwój i modernizacja pod przewodnictwem USA)”.
Termin ten nie pokrywa się z geograficznym pojmowaniem południa – większość Globalnego Południa znajduje się geograficznie na półkuli północnej. Do Globalnej Północy zalicza się kraje i regiony takie jak: Australia, Kanada, Europa i Rosja, Izrael, Japonia, Nowa Zelandia, Korea Południowa i Stany Zjednoczone. Globalne Południe obejmuje Afrykę, Amerykę Łacińską i Karaiby, wyspy Pacyfiku oraz Azję, z wyłączeniem wyżej wymienionych państw. Niektórzy utożsamiają Globalne Południe z Grupą 77 (którą obecnie tworzy ok. 130 państw) lub stosują inne kryteria, takie jak to, czy kraj był wcześniej skolonizowany lub czy PKB na mieszkańca danego kraju przekracza 15 000 USD. Bez względu jednak jakie kryterium wybrać, na Globalnym Południu mieszka zdecydowana większość ludzi na świecie, co nie odzwierciedla się w sile wpływu na arenie politycznej i gospodarczej.

## Geneza

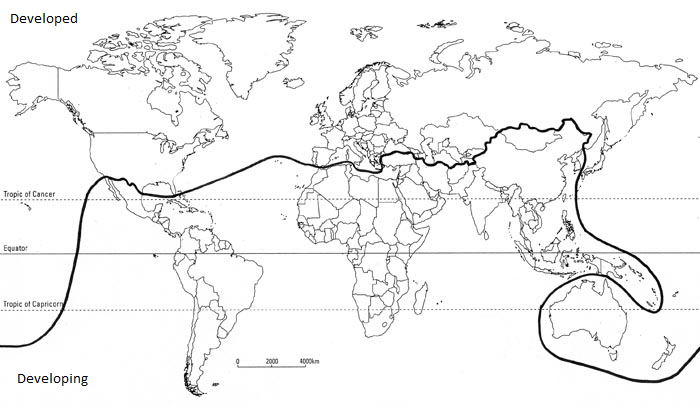
Linia Brandta

Przyjmuje się, że pierwszy raz pojęcie Globalnego Południa we współczesnym sensie politycznym użył w 1969 roku Carl Oglesby. W czasopiśmie „Commonweal” w specjalnym wydaniu poświęconym wojnie w Wietnamie argumentował, że wieki północnej „dominacji nad globalnym południem (…) stworzyły nieznośny porządek społeczny”.
Wizualnym przedstawieniem podziału Północ–Południe jest tzw. linia Brandta zaproponowana przez byłego kanclerza RFN Willy’ego Brandta w latach 80. XX wieku w raporcie zatytułowanym Północ-Południe: program przetrwania, który przeszedł do historii jako Raport Brandta. Linia dzieli świat na mniej więcej 30° szerokości geograficznej północnej, przechodząc między Stanami Zjednoczonymi a Meksykiem, północną Afryką i Bliskim Wschodem, pnąc się na północ przez Chiny i Mongolię, ale opadając na południe, obejmując Australię, Japonię, Nową Zelandię i miasto-państwo Singapur na „bogatej północy”. Był to zapewne jeden z punktów zwrotnych na drodze do wzrostu popularności myślenia o świecie w kategoriach Północy i Południa.
Duże znaczenie miał także upadek porządku zimnowojennego, w którym świat podzielono na: Pierwszy Świat (kraje kapitalistyczne, głównie z Zachodu), Drugi Świat (kraje komunistyczne, głównie z Europy Wschodniej) i właśnie Trzeci Świat (głównie kraje rozwijające się, które nie przystąpiły do żadnego z bloków). Trzeci Świat stał się pierwotnym określeniem tych krajów, które później zaczęły być określane mianem Globalnego Południa. Zmiana pojęciowa nie była spowodowana tylko zakończeniem zimnej wojny, ale także krytycznym spojrzeniem na termin „Trzeci Świat”, który jest wartościujący i który stał się synonimem braku rozwoju (rozumianego w sposób zachodniocentryczny). Aczkolwiek należy zauważyć powstanie w latach 40-50. XX w. pojęcia i ideologii trzecioświatowości.

## Dyskusja terminologiczna
Terminy te są tematem krytycznej dyskusji, która wskazuje na ich ograniczenia oraz zalety. Etykieta „Globalne Południe” łączy niezwykle heterogeniczną grupę ok. 130 krajów, reprezentujących ok. dwie trzecie światowej populacji i rozciągających się na rozległych obszarach Afryki, Bliskiego Wschodu, Azji, Oceanii, Ameryki Łacińskiej i Karaibów. Kategoria ta obejmuje zarówno największe wschodzące mocarstwa, w tym aspirujące do miejsc w Radzie Bezpieczeństwa ONZ, takie jak Brazylia, Indie i Nigeria, jak i małe państwa, takie jak Benin, Fidżi i Oman. Nie uwzględnia imponującego wzrostu gospodarczego, jakim wiele państw do niej zaliczanej cieszyło się w ostatnich dziesięcioleciach. Wrzucanie wszystkich tych krajów do jednej kategorii – a następnie definiowanie tej kategorii jako z natury różnej od globalnej Północy – jest przeszkodą w zrozumieniu złożonego świata.
Pojawiają się też głosy, że te pojęcia odtwarzają podział na kraje rozwijające się i rozwinięte, według linearnego sposobu rozumienia rozwoju.
Zwolennicy terminów argumentują, że ramy te nie stawiają Globalnej Północy ponad Globalnym Południem, a termin Globalne Południe wyraża postkolonialną solidarność między krajami południowymi. Karol Kasprowicz zwraca uwagę, że „Globalne Południe to konstrukcja, która staje się rzeczywistością. Koncept powstały wśród intelektualistów, częstokroć autorów związanych z myślą postkolonialną, przedstawicieli krajów utożsamianych z «globalnym Południem» na uniwersytetach «Północy», przeradza się na naszych oczach, w rzeczywisty twór o charakterze polityczno-kulturowym. «Południe» to bowiem nade wszystko projekt kulturowy – próba stworzenia wizji świata i człowieka adekwatnej dla wspólnot, których narracja nie była jak dotąd widoczna, tj. reprezentowana w globalnych pejzażach planety, malowanych w dotychczasowych metropoliach”.

## Użycie terminów
Podział świata na dwie kategorie zawsze będzie umowny, uproszczony i niejednoznaczny. Różnorodność krajów na świecie sprawia, że trudno je sprowadzić do dwóch opozycyjnych grup. W regionach zaliczanych do globalnego Południa znajdują się obszary o wysokim poziomie rozwoju, a w globalnej Północy można spotkać kraje mniej rozwinięte. Przykładem są Indie, Chiny czy Brazylia, które trudno jednoznacznie przypisać do jednej z tych kategorii. W obu tych obszarach występują zarówno osoby zamożne, jak i ubogie.
Podkreśla się, że aby unikać nieścisłości, warto precyzyjnie określać grupę krajów, o których się mówi. Na przykład jeśli ma się na myśli dawne europejskie mocarstwa kolonialne, lepiej użyć tego określenia zamiast ogólnego terminu „Globalna Północ” – nie wszystkie kraje zaliczane do tej grupy były imperiami kolonialnymi. Podobnie, jeśli mówi się o 15 państwach z ograniczonym wykorzystaniem technologii, lepiej odwołać się bezpośrednio do tego kryterium, zamiast stosować termin „Globalne Południe” – wiele krajów zaliczanych do Globalnego Południa charakteryzuje się zaawansowanym wykorzystaniem technologii.
Analogicznymi określeniami grupującymi kraje w podobny sposób są także: większość świata – mniejszość świata, centrum – peryferia, kraje dominujące – kraje podporządkowane, kraje uprzywilejowane – kraje nieuprzywilejowane. Każdy podział świata na dwie części bywa jednak krytykowany za swoją umowność, generalizację i niejednoznaczność. Podkreśla się to, że każdy taki podział, niezależnie od nazwy, zawsze będzie wartościujący i będzie odróżniał „lepszą” część świata od tej „gorszej”. Badacze postkolonialni widzą w takich binarnych opozycjach kontynuację kolonialnego dualistycznego podziału świata.